# Голем, Мате
Мате Голем (хорв. Mate Golem; 1923, Бисак — 14 октября 1941, Трогир) — югославский хорватский партизан Народно-освободительной войны Югославии, Народный герой Югославии.

## Биография
Родился в 1923 году в селе Бисак около Синя в бедной крестьянской семье.
Окончил начальную школу в Сплите и устроился работать слесарем. Член Союза коммунистической молодёжи Югославии с 1939 года, член Коммунистической партии Югославии с 1940 года. Участник многократных забастовок и демонстраций.
Участник Народно-освободительной войны с 1941 года, участвовал в ряде антинемецких и антиусташских акций. После нападения на грузовик с итальянскими солдатам был пойман и брошен в тюрьму, где подвергался пыткам. Суд Далмации приговорил 11 человек из его группы (в том числе самого Мате) к смерти через расстрел. Приговор вынесен 14 октября 1941 и приведён в исполнение в тот же день.
Указом Иосипа Броза Тито от 24 июля 1953 Мате Голем посмертно награждён орденом и званием Народного героя Югославии.